# LivCom-Award
Der LivCom-Award (The International Awards for Liveable Communities, Internationale Auszeichnung für lebenswerte Gemeinden) wird seit 1997 jährlich von der Internationalen Vereinigung der Gartenbauamtsleiter (IFPRA) ausgeschrieben (ursprünglich unter der Bezeichnung „Nations in Bloom“) und vom Umweltprogramm der Vereinten Nationen (UNEP) unterstützt.
Der Titel „Lebenswerteste Stadt der Welt“ wird derzeit in den folgenden fünf Kategorien vergeben, diese wurden aber im Laufe der Jahre immer wieder angepasst:
- A – bis 20.000
- B – bis 75.000
- C – bis 200.000
- D – bis 750.000
- E – über 750.000 Einwohner

Bewertungskriterien sind:
- Umwelt und Landschaft
- Bürgerbeteiligung
- Bewahrung des historischen Erbes
- nachhaltige Zukunftsplanung

2004 wurden erstmals deutsche Bewerber mit ersten Plätzen in Gold ausgezeichnet: Münster in Westfalen und der Rhein-Hunsrück-Kreis. Beworben hatten sich 450 Städte aus der ganzen Welt.
Im Jahr 2014 wurde die Preisverleihung ausgesetzt, um Format und Struktur des Preises zu überprüfen. Seitdem hat es keine Verleihung mehr gegeben.

## Preisträger

### 1997
Die Preise wurden in folgenden vier Kategorien vergeben:
- A – bis 10.000 Einwohner
- B – von 10.001 bis 50.000 Einwohner
- C – von 50.001 bis 300.000 Einwohner
- D – mehr als 300.000 Einwohner

Preisträger waren folgende Städte:
- A – Broughshane, Nordirland
- B – Stratford, Kanada
- C – Westminster, England
- D – Christchurch, Neuseeland

### 1998
- A – Broughshane, Nordirland
- B – Ptuj, Slowenien
- C – Westminster, England
- D – Hamamatsu, Japan

### 1999
Die Kategorien wurden ab 1999 geändert und um eine weitere Kategorie ergänzt:
- D – 300.001 bis 1.000.000 Einwohner
- E – mehr als 1.000.000 Einwohner

Die Preisträger waren:
- A – Castlecove, Irland
- B – Bury St Edmunds, England
- C – Richmond, Kanada
- D – Mecklenburg County (North Carolina), USA
- E – Toronto, Kanada

### 2000
- A – Wainfleet, Kanada
- B – Bury St Edmunds, England
- C – Westminster, England
- D – Yokosuka, Japan
- E – Shenzhen, China

### 2001
Die Kategorien wurden wie folgt geändert (Die Einwohnerzahlen beziehen sich auf die durchschnittliche Einwohnerzahl tagsüber.):
- A – bis 20.000 Einwohner
- B – von 20.001 bis 75.000 Einwohner
- C – von 75.001 bis 200.000 Einwohner
- D – von 200.001 bis 1.000.000 Einwohner
- E – mehr als 1.000.000 Einwohner

Die Preisträger waren:
- A – Clonakilty, Irland
- B – Coralville (Iowa), USA
- C – Malmö, Schweden
- D – Newcastle upon Tyne, England
- E – Westminster, England

### 2002
- A – Listowel, Nordirland
- B – Coffs Harbour, Australien
- C – Guelph, Kanada
- D – Newcastle upon Tyne, Großbritannien
- E – Xiamen, China

### 2003
- A – Soldiers Point, Australien
- B – Enköping, Schweden
- C – Port Phillip, Australien
- D – Quanzhou, China
- E – Chicago, USA

### 2004
Seit diesem Jahr wird die Auszeichnung offiziell als LivCom-Award bezeichnet. Die Kategorien sind seitdem wie folgt:
- A – bis 20.000 Einwohner
- B – von 20.001 bis 75.000 Einwohner
- C – von 75.001 bis 200.000 Einwohner
- D – von 200.001 bis 750.000 Einwohner
- E – über 750.000 Einwohner

Die Preisverleihung fand in Niagara Falls (Kanada) statt.
- A – Annapolis Royal, Kanada
- B – Qian Dao Hu, China
- C – Rhein-Hunsrück-Kreis, Deutschland
- D – Münster, Deutschland
- E – Honolulu, USA

### 2005
Die Preisverleihung fand in A Coruña (Spanien) statt.
- A – Dungannon, Nordirland
- B – Erandio, Spanien
- C – Songjiang, China
- D – Coventry, England
- E – Pretoria (Tshwane), Südafrika

### 2006
Die Preisverleihung fand in Hangzhou (China) statt.
- A – Dungannon, Nordirland
- B – Brasschaat, Belgien
- C – Gateshead, England
- D – Waitakere City, Neuseeland
- E – Dongguan, China

### 2007
Die Preisverleihung fand vom 22. bis 26. November 2007 in der City of Westminster (Vereinigtes Königreich) statt.
- A – Clonakilty, Irland
- B – Kladno, Tschechien
- C – Ipswich, Australien
- D – Malmö, Schweden
- E – Wujin, Changzhou, China

### 2008
Die Preisverleihung fand vom 6. bis 10. November 2008 in Dongguan (China) statt.
- A – Greystones, Irland
- B – New Plymouth, Neuseeland
- C – Broadland, England
- D – Changxing, China
- E – York Regional Municipality, Kanada

### 2009
Die Preisverleihung fand in Pilsen (Tschechien) statt.
- A – Gibsons, Kanada
- B – Newark-on-Trent, Vereinigtes Königreich
- C – Melville, Australien
- D – Shilong, China
- E – Dalian, China

### 2010
Die Preisverleihung fand in Chicago (USA) statt.
- A – Emly, Irland
- B – Chrudim, Tschechien
- C – Norwich, England
- D – Odense, Dänemark
- E – Wuxi, China

### 2011
Die Preisverleihung fand in Songpa (Südkorea) statt.
- A – Nieuwpoort, Belgien
- B – Pfaffenhofen  an der Ilm, Deutschland
- C – Tongyeong, Südkorea
- D – Joondalup City, Australien
- E – Nanjing, China

### 2012
Die Preisverleihung fand in Al Ain (Vereinigte Arabische Emirate) statt.
- A – Port Fairy, Australien
- B – Chrudim, Tschechien
- C – County Wicklow, Irland
- D – Wellington, Neuseeland
- E – Abu Dhabi, Vereinigte Arabische Emirate

### 2013
Die Preisverleihung fand in Xiamen (China) statt.
- A – Inis Oírr, Irland
- B – Utena, Litauen
- C – Brügge, Belgien
- D – Kuantan, Malaysia
- E – Daejeon, Südkorea